# 吉利耶
吉利耶（法語：Guilliers，法語發音：[ɡilje]）是法国莫尔比昂省的一个市镇，属于瓦讷区。

## 地理
吉利耶（48°2'33"N, 2°24'20"W）面积35.14 平方千米，位于法国布列塔尼大區莫尔比昂省，该省份为法国西北部沿海省份，位于布列塔尼半岛南部，北起阿摩尔滨海省、西接菲尼斯泰尔省，南濒大西洋，东南接大西洋卢瓦尔省，东临伊勒-维莱讷省。
与吉利耶接壤的市镇（或旧市镇、城区）包括：埃夫里盖、圣布里厄德莫龙、莫龙、伊韦勒河畔内昂、洛亚、圣马洛-德特鲁瓦方丹、莫翁、梅内阿克。

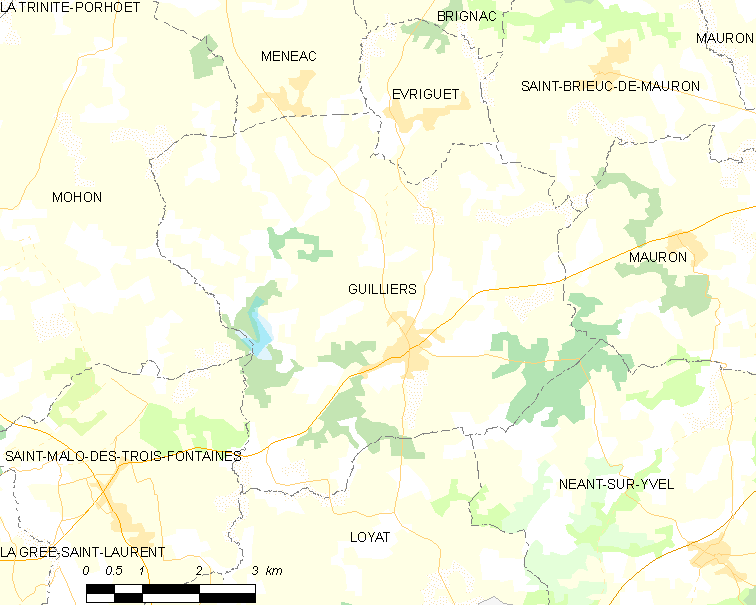
吉利耶的OSM定位图

吉利耶的时区为UTC+01:00、UTC+02:00（夏令时）。

## 行政
吉利耶的邮政编码为56490，INSEE市镇编码为56080。

## 政治
吉利耶所属的省级选区为普洛埃梅勒县。

## 人口

1962-2008年间吉利耶人口变化图示

吉利耶于2022年1月1日时的人口数量为1352人。